# Prien (Luizjana)
Prien – jednostka osadnicza w Stanach Zjednoczonych, w stanie Luizjana, w parafii Calcasieu.